# Helictopleurus tristis
Helictopleurus tristis là một loài bọ cánh cứng trong họ Bọ hung (Scarabaeidae).